# Этуаль Филант
Этуаль Филант дю Того — профессиональный тоголезский футбольный клуб из Ломе. Домашний стадион команды — «Оскар Энтони». Название клуба переводится как «падающая звезда Того», клуб часто называют «метеоры».

## История
В 1960 году команда стала последним победителем Кубка Французской Западной Африки.
«Этуаль Филант» является первым чемпионом Того, всего в активе клуба семь чемпионских титулов, шесть из которых были завоёваны в первое десятилетие существования турнира (60-е). Также клуб четыре раза выигрывал национальный кубок, два из которых ещё до провозглашения независимости Того. В 1960 году клуб победил в последнем розыгрыше Кубка Французской Западной Африки, обыграв в финале со счётом 2:1 малийский «Стад Мальен».
На международной арене наивысшим достижением клуба является выход в финал Кубка африканских чемпионов 1968, где «Этуаль Филант» уступил конголезскому «ТП Мазембе». Уже в первом матче команда из ДР Конго сняла все вопросы о победителе турнира, разгромив соперника со счётом 5:0. Тем не менее, клуб из Того смог достойно ответить, обыграв противника со счётом 4:1. В других континентальных турнирах дальше первого раунда клуб не доходил.
26 ноября 2011 года некоторые из игроков команды погибли или получили травмы в аварии автобуса возле города Атакпаме во время поездки на матч.

## Президенты
- Виктор Атакпмей (1933—1934)
- Филип Наср (1934—1943)
- Эрнест Согодзо Кебей (1943—1950)
- Станислас Сегбеайя (1950—1951)
- Николас Джонджо (1952—1955)
- Джозеф Фирмин Абало (1958—1960)